# Grzebowilk (wieś)

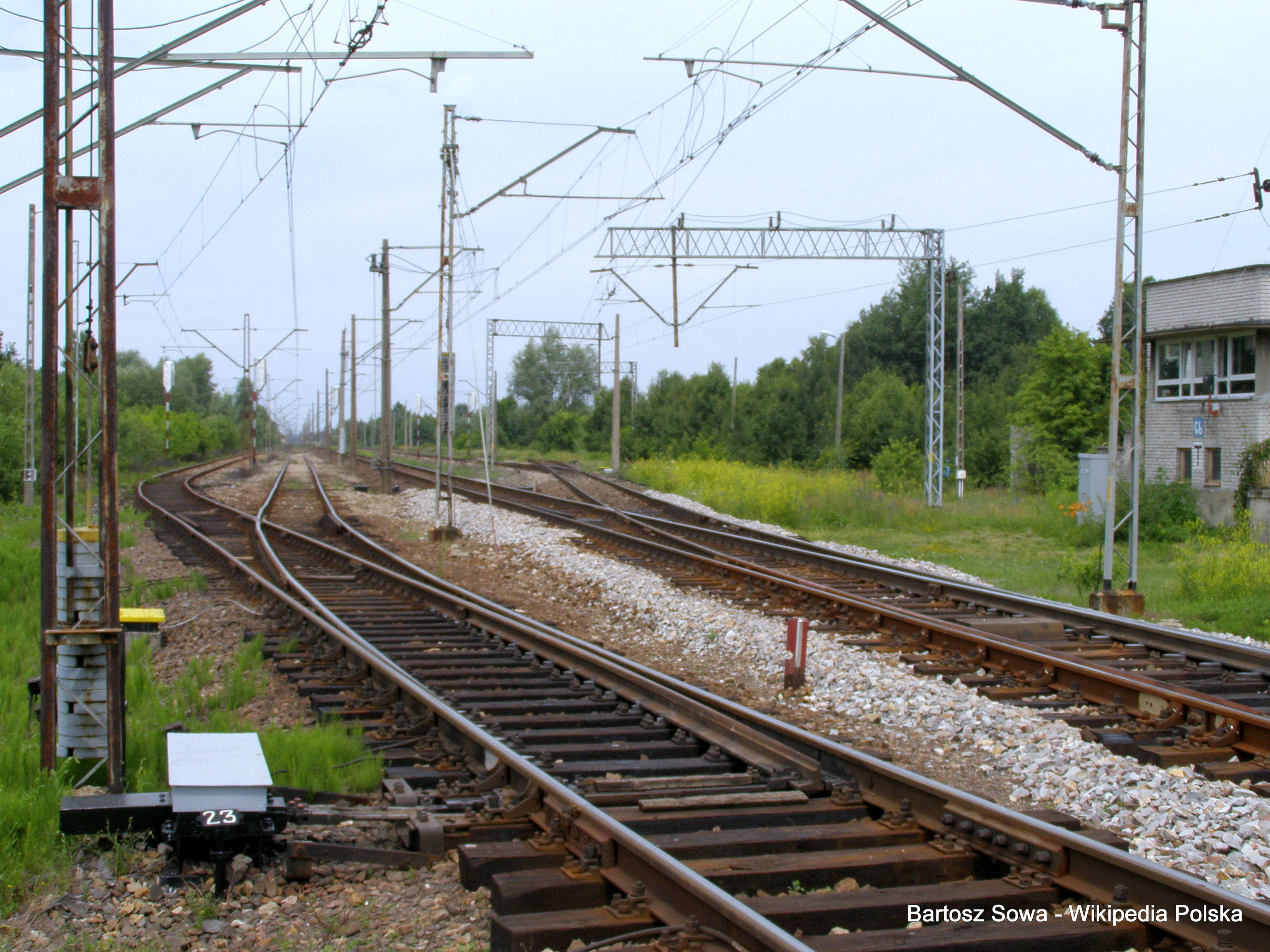
Grzebowilk (stacja kolejowa)

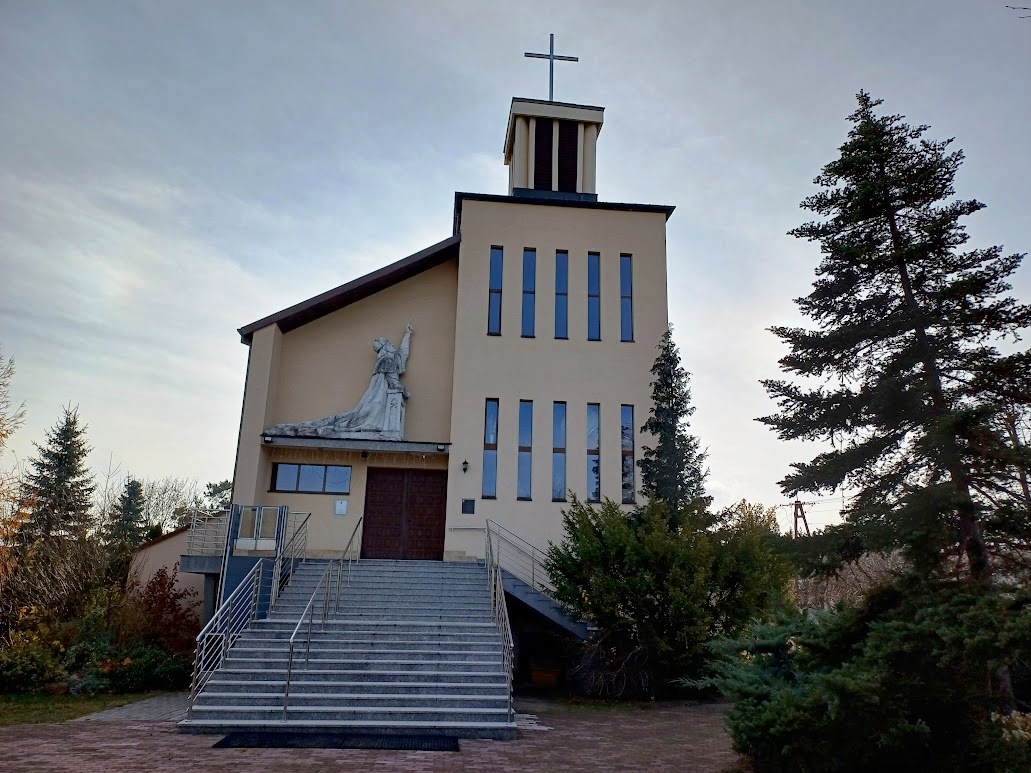
Kościół Św. Kazimierza Królewicza

Grzebowilk – wieś sołecka w Polsce położona w województwie mazowieckim, w powiecie mińskim, w gminie Siennica.
Wieś szlachecka Grzebowilk położona była w drugiej połowie XVI wieku w powiecie garwolińskim  ziemi czerskiej województwa mazowieckiego.
W latach 1954–1959 wieś należała i była siedzibą władz gromady Grzebowilk, po jej zniesieniu w gromadzie Pogorzel. W latach 1975–1998 miejscowość administracyjnie należała do województwa siedleckiego.
Wieś jest siedzibą rzymskokatolickiej parafii św. Kazimierza Królewicza w Grzebowilku.

## Położenie
Wieś znajduje się przy drodze z Rudzienka do Pogorzeli przy stacji kolejowej Grzebowilk na linii Pilawa – Mińsk Mazowiecki na południe od Mińska Mazowieckiego, ok. 5 km od drogi krajowej nr 50.

## Historia
W końcu XVIII lub na początku XIX wieku powstał tu dworek myśliwski, według tradycji ks. Józefa Poniatowskiego, który w końcu XIX wieku przechodzi na własność Karczewskich. Dwór przechodzi kilka przebudów w wieku XIX i XX, m.in. przez Tadeusza Rychłowskiego, właściciela dóbr na początku XX w. i założyciela sąsiedniej cegielni. 
W 1889 wieś została opisana w Słowniku geograficznym Królestwa Polskiego i innych krajów słowiańskich następująco: Wieś i folw. w gm. Glinianka, par. Kołbiel. Pod koniec XIX w. 13 domów i 110 mieszkańców. Folwark z wsią G. i Iłowiec miał gorzelnię. Wzniesiony na przełomie XVIII/XIX w. dworek myśliwski. Obok rośnie kilka starych drzew.
W 1920 folwark i cegielnia stają się własnością Zygmunta Poradowskiego, który wydziela z dóbr teren folwarku o powierzchni 24 ha i zakłada dla niego oddzielną księgę hipoteczną Folwark Leśniczówka Grzebowilk. W 1944 folwark zostaje przez właściciela rozparcelowany, a on sam zostawia sobie jego centralną część o powierzchni 5,5 ha wraz z dworem. W 1959 Poradowski przepisuje majątek na córkę swej siostry, Marię Rogozińską.
Dwór obecnie należy do Marii Teresy i Apolinarego Gałeckich, którzy w latach 1987–1991 dokonali gruntownego remontu, w czasie którego drewniane ściany zostały zamienione na murowane według projektu inż. arch. Apolinarego Gałeckiego.

## Wieś obecnie
Obecnie we wsi znajduje się m.in. Publiczna Szkoła Podstawowa imienia Edwarda Szymańskiego, remiza Ochotniczej Straży Pożarnej, murowany kościół parafialny pod wezwaniem św. Kazimierza Królewicza oraz stacja kolejowa (rozrządowa) w zachodniej części wsi. Mieszkańcy wsi zajmują się głównie rolnictwem. Powstało tu nowe osiedle 28 domów jednorodzinnych wolnostojących zbudowane przez firmę z Mińska Mazowieckiego. W rejonie wsi znajdują się złoża glin ceramicznych eksploatowane przez cegielnię Grzebowilk w kopalni Pogorzel. W centrum wsi zabytkowy prywatny drewniany dwór gruntownie przebudowany w końcu XX wieku, otoczony pozostałościami parku dworskiego z poł. XIX wieku z okazami starodrzewu.